# Бутиронітрил
Бутиронітрил (C4H7N, пропил масляної кислоти, ізомер пропилцианіду, н-пропилціанід, 1-ціанопропан) — нітрил, органічна сполука, що належить до класу алкідних ціанідів.

## Фізичні властивості
Це безбарвна рідина із запахом гіркого мигдалю. Температура кипіння 117,90 °С, температура замерзания -111.90 °С. Розчиняється у воді, етанолі.

## Токсичність
Токсичний, вдихання парів викликає запаморочення, нудоту, хитку ходу, блювоту, підвищення артеріального тиску, частий пульс, втрату свідомості з розширенням зіниць, утрудненням дихання, ослабленням рефлексів, виділенням піни з рота; слабо подразнює слизисту оболонку; легко проникає через шкіру (морські свинки гинуть при нанесенні на шкіру 5 мл/кг, а кролики протягом 1-2 години після нанесення на вистрижену шкіру спини 1 мл/кг);

## Використання
Застосовується в органічному синтезі. Використовується як прекурсор для виробництва препарату Ампроліум, що застосовується у птахівництві.
У 2015 році молекули бутиронітрилу за допомогою телескопа знайдені у газопиловому скупчені Стрілець B2.

## Синтез
Бутиронітрил у промисловості добувають методом окислюваного аммонолізу з n-бутанолу:
C3H7CH2OH + NH3 + O2 → C3H7CN + 3 H2O